# Paavo V. Komi
Paavo V. Komi (* 2. Dezember 1939 in Kauhajoki; † 10. Oktober 2018) war ein finnischer Sportwissenschaftler sowie Professor für Physiologie und Biomechanik.

## Leben
Nach dem Abitur studierte Komi Sportwissenschaft an der Universität Helsinki (1963 Bachelor of Science), sodann spezialisierte er sich an der Universität Jyväskylä in Biomechanik (1966 Master of Science) und promovierte 1969 in Sportwissenschaft (PhD 1969 Pennsylvania State University, Diss.: Effect of eccentric and concentric muscle conditioning on tension and electrical activity of human muscle) bei Richard Nelson. Sodann wurde er bis 1979 Associate Professor für Anatomie und Bewegungslehre an der Universität Jyväskylä, ehe er 1980 zum ordentlichen Professor befördert wurde, was er bis zu seiner Emeritierung 2005 blieb.
Die Arbeiten Komis haben sich vor allem um den Dehnungs-Verkürzungs-Zyklus und dessen Anwendung auf unterschiedliche Sportarten (vor allem Skisprung) gedreht. Mit seinen Fragestellungen hat er einerseits als Gastprofessor unterschiedliche Biomechaniklabors besucht und technische Fertigkeiten sowohl vermittelt als auch selbst dazu gelernt, sodass er sich von anatomischen immer stärker zu neuromuskulären Fragestellungen entwickelte. Der WorldCat verzeichnet mehr als 350 Arbeiten von ihm.

## Ehrungen
- International Society of Biomechanics (ISB), Präsident 1981–1983
- Fellow American College of Sports Member Medicine (ACSM) 1983
- World Commission of Sports Biomechanics, Präsident 1983–1989
- International Fellow National Academy of Kinesiology 1986
- Weltrat für Sportwissenschaft und Leibes-/Körpererziehung (ICSSPE), Präsident 1991–1996
- Doctor Honoris Causa, Universite Joseph Fourier, Faculté de Médicine, Grenoble 1992
- Doctor Honoris Causa, Hungarian University of Physical Education, Budapest 1992
- European College of Sport Science, Präsident, 1995–1997
- Olympischer Orden, Internationales Olympisches Komitee 2001
- Doctor of Science, Honoris Causa, University of Waterloo, Kanada, 2002
- Doctor Honoris Causa, Vrije Universiteit Brussel, 2002
- Doctor Honoris Causa, Universität Osaka, 2004
- Doctor Honoris Causa, Aristoteles-Universität Thessaloniki, 2010
- Doctor Honoris Causa, Universität Aix-Marseille, 2013